# Stigmella zangherii
Stigmella zangherii là một loài bướm đêm thuộc họ Nepticulidae. It is widespread in tây nam châu Âu và Thổ Nhĩ Kỳ, in phía bắc đến Cộng hòa Séc và Slovakia, in phía tây a single specimen from tây nam Pháp. Further records from miền đông Áo, Hungary, mainland Ý, Sicilia, Slovenia, Croatia, Yugoslavia, Hy Lạp và Thổ Nhĩ Kỳ.
Sải cánh dài 3.9-5.5 mm. Con trưởng thành bay từ tháng 5 đến tháng 9.
Ấu trùng ăn Quercus cerris, Quercus macrolepis, Quercus pubescens, Quercus suber và Quercus trojana. Chúng ăn lá nơi chúng làm tổ. 